# Osbornellus parvus
Osbornellus parvus är en insektsart som beskrevs av Freytag 2008. Osbornellus parvus ingår i släktet Osbornellus och familjen dvärgstritar. Inga underarter finns listade i Catalogue of Life.